# 유럽 올해의 박물관상

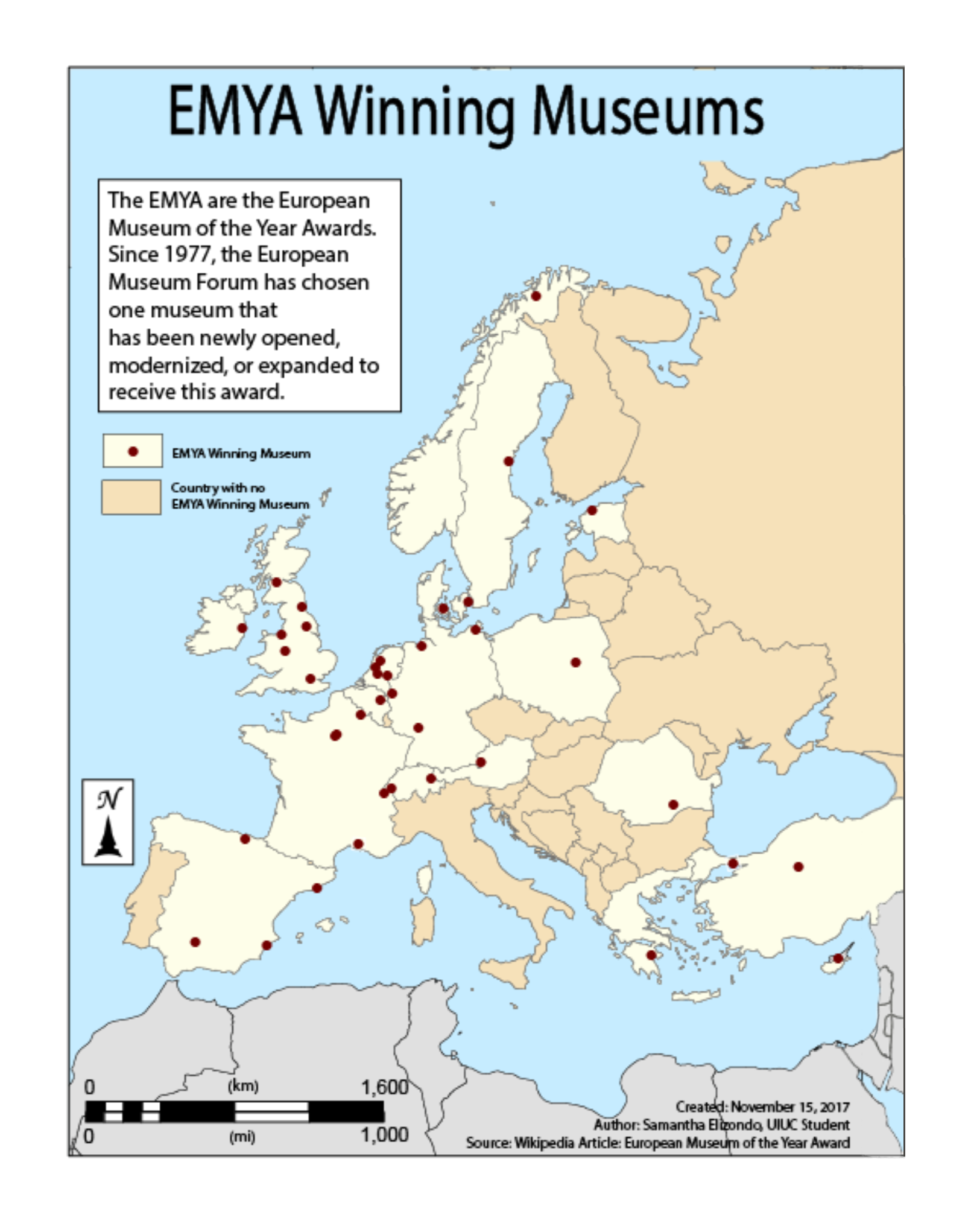
수상 박물관의 위치

유럽 올해의 박물관상(영어: European Museum of the Year Award, EMYA)은 유럽 평의회 소속인 유럽 박물관 포럼이 매년 발표하는 상이다. 이 상은 유럽 박물관 부문에서 가장 중요한 연례 상으로 여겨진다.